# Sándor Pintér (piłkarz)
Sándor Pintér (ur. 13 lipca 1953 w Pomáz) – węgierski piłkarz grający na pozycji pomocnika. W swojej karierze rozegrał 39 meczów w reprezentacji Węgier, w których strzelił 2 gole.

## Kariera klubowa
Karierę piłkarską Pintér rozpoczął w klubie Pomázi SE. W 1967 roku przeszedł do Kossuth KFSE z miasta Szentendre. W 1970 roku odszedł do Honvédu Budapeszt, w którym zadebiutował w sezonie 1970/1971 w pierwszej lidze. W 1977 roku został wybrany Piłkarzem Roku na Węgrzech. W sezonie 1979/1980 został z Honvédem mistrzem Węgier. W Honvédzie występował do końca 1981 roku.
W 1982 roku Pintér odszedł z Honvédu do belgijskiego Royal Antwerp FC. Po pół roku gry w tym klubie zakończył karierę piłkarską.

## Kariera reprezentacyjna
W reprezentacji Węgier Pintér zadebiutował 26 marca 1975 roku w przegranym 0:2 towarzyskim meczu z Francją. W 1978 roku został powołany do kadry na Mistrzostwa Świata w Argentynie. Na Mundialu zagrał w trzech meczach: z Argentyną (1:2), z Włochami (1:3) i z Francją (1:3). Od 1975 do 1978 roku rozegrał w kadrze narodowej 39 meczów, w których strzelił 2 gole.
| Mecze i gole w reprezentacji | Mecze i gole w reprezentacji | Mecze i gole w reprezentacji | Mecze i gole w reprezentacji | Mecze i gole w reprezentacji | Mecze i gole w reprezentacji | Mecze i gole w reprezentacji |
| #                            | Data                         | Stadion                      | Rywal                        | Wynik                        | Gol                          | Rozgrywki                    |
| 1975                         | 1975                         | 1975                         | 1975                         | 1975                         | 1975                         | 1975                         |
| ---------------------------- | ---------------------------- | ---------------------------- | ---------------------------- | ---------------------------- | ---------------------------- | ---------------------------- |
| 1.                           | 26.03.1975                   | Paryż, Francja               | Francja                      | 0:2                          | 0                            | towarzyski                   |
| 2.                           | 02.04.1975                   | Wiedeń, Austria              | Austria                      | 0:0                          | 0                            | el. ME 1976                  |
| 3.                           | 16.04.1975                   | Budapeszt, Węgry             | Walia                        | 1:2                          | 0                            | el. ME 1976                  |
| 4.                           | 07.05.1975                   | Budapeszt, Węgry             | Bułgaria                     | 2:0                          | 0                            | kwal. IO 1976                |
| 5.                           | 07.06.1975                   | Budapeszt, Węgry             | Bułgaria                     | 0:4                          | 0                            | kwal. IO 1976                |
| 6.                           | 24.09.1975                   | Budapeszt, Węgry             | Austria                      | 2:1                          | 0                            | el. ME 1976                  |
| 7.                           | 15.10.1975                   | Bratysława, Czechosłowacja   | Czechosłowacja               | 1:1                          | 0                            | towarzyski                   |
| 8.                           | 19.10.1975                   | Szombathely, Węgry           | Luksemburg                   | 8:1                          | 1                            | el. ME 1976                  |
| 1976                         |                              |                              |                              |                              |                              |                              |
| 9.                           | 27.03.1976                   | Budapeszt, Węgry             | Argentyna                    | 2:0                          | 0                            | towarzyski                   |
| 10.                          | 30.04.1976                   | Banja Luka, Jugosławia       | Jugosławia                   | 0:0                          | 0                            | towarzyski                   |
| 11.                          | 22.05.1976                   | Budapeszt, Węgry             | Francja                      | 1:0                          | 0                            | towarzyski                   |
| 12.                          | 26.05.1976                   | Budapeszt, Węgry             | ZSRR                         | 1:1                          | 0                            | towarzyski                   |
| 13.                          | 12.06.1976                   | Budapeszt, Węgry             | Austria                      | 2:0                          | 0                            | towarzyski                   |
| 14.                          | 08.09.1976                   | Sztokholm, Szwecja           | Szwecja                      | 1:1                          | 0                            | towarzyski                   |
| 15.                          | 09.10.1976                   | Pireus, Grecja               | Grecja                       | 1:1                          | 0                            | el. MŚ 1978                  |
| 16.                          | 13.10.1976                   | Wiedeń, Austria              | Austria                      | 4:2                          | 0                            | towarzyski                   |
| 1977                         |                              |                              |                              |                              |                              |                              |
| 17.                          | 09.02.1977                   | Lima, Peru                   | Peru                         | 2:3                          | 0                            | towarzyski                   |
| 18.                          | 22.02.1977                   | Meksyk, Meksyk               | Meksyk                       | 1:1                          | 0                            | towarzyski                   |
| 19.                          | 27.02.1977                   | Buenos Aires, Argentyna      | Argentyna                    | 1:5                          | 0                            | towarzyski                   |
| 20.                          | 15.03.1977                   | Teheran, Iran                | Iran                         | 2:0                          | 0                            | towarzyski                   |
| 21.                          | 27.03.1977                   | Alicante, Hiszpania          | Hiszpania                    | 1:1                          | 0                            | towarzyski                   |
| 22.                          | 13.04.1977                   | Budapeszt, Węgry             | Polska                       | 2:1                          | 0                            | towarzyski                   |
| 23.                          | 20.04.1977                   | Budapeszt, Węgry             | Czechosłowacja               | 2:0                          | 0                            | towarzyski                   |
| 24.                          | 30.04.1977                   | Budapeszt, Węgry             | ZSRR                         | 2:1                          | 0                            | el. MŚ 1978                  |
| 25.                          | 18.05.1977                   | Tbilisi, ZSRR                | ZSRR                         | 0:2                          | 0                            | el. MŚ 1978                  |
| 26.                          | 28.05.1977                   | Budapeszt, Węgry             | Grecja                       | 3:0                          | 0                            | el. MŚ 1978                  |
| 27.                          | 05.10.1977                   | Budapeszt, Węgry             | Jugosławia                   | 4:3                          | 0                            | towarzyski                   |
| 28.                          | 12.10.1977                   | Budapeszt, Węgry             | Szwecja                      | 3:0                          | 0                            | towarzyski                   |
| 29.                          | 29.10.1977                   | Budapeszt, Węgry             | Boliwia                      | 6:0                          | 1                            | el. MŚ 1978 - baraż          |
| 30.                          | 30.11.1977                   | La Paz, Boliwia              | Boliwia                      | 3:2                          | 0                            | el. MŚ 1978 - baraż          |
| 1978                         |                              |                              |                              |                              |                              |                              |
| 31.                          | 15.04.1978                   | Budapeszt, Węgry             | Czechosłowacja               | 2:1                          | 0                            | towarzyski                   |
| 32.                          | 24.05.1978                   | Londyn, Anglia               | Anglia                       | 1:4                          | 0                            | towarzyski                   |
| 33.                          | 02.06.1978                   | Buenos Aires, Argentyna      | Argentyna                    | 1:2                          | 0                            | MŚ 1978                      |
| 34.                          | 06.06.1978                   | Mar del Plata, Argentyna     | Włochy                       | 1:3                          | 0                            | MŚ 1978                      |
| 35.                          | 10.06.1978                   | Mar del Plata, Argentyna     | Francja                      | 1:3                          | 0                            | MŚ 1978                      |
| 36.                          | 20.09.1978                   | Helsinki, Finlandia          | Finlandia                    | 1:2                          | 0                            | el. ME 1980                  |
| 37.                          | 11.10.1978                   | Budapeszt, Węgry             | ZSRR                         | 2:0                          | 0                            | el. ME 1980                  |
| 38.                          | 28.10.1978                   | Saloniki, Grecja             | Grecja                       | 1:4                          | 0                            | el. ME 1980                  |
| 39.                          | 15.11.1978                   | Frankfurt nad Menem, RFN     | RFN                          | 0:0                          | 0                            | towarzyski                   |